# Наркология
Наркологията е клон на медицината, който се занимава с профилактика, лечение, диагностика и социални грижи за зависими от наркотици лица. Лекар, който се занимава с наркология, се нарича нарколог.
Наркологията е въведена като отделна медицинска специалност в СССР в началото на 1960-те до 1970-те години. Терминът „наркология“ е използван най-вече в държавите от Съветския съюз, най-вече в Русия.

## Нарушения на човешките права в Русия
Организацията на обединените нации и други организации за правата на човека са документирали нарушения на правата на човека срещу хора, които употребяват наркотици в Русия, включително абсолютната забрана за метадонова терапия, използването на ненаучни методи за лечение на пристрастяващи вещества, липсата на зависимост от наркотици и лечение на хора със сериозни медицински състояния.